# Mark Dailey
Mark Edward Dailey (Youngstown, Estados Unidos, 1 de agosto de 1953 - Toronto, Canadá, 6 de dezembro de 2010) foi um jornalista e apresentador de televisão canadense, nascido nos Estados Unidos. Ele foi o anfitrião do noticiário das 23 horas CityNews em Toronto, Ontário, e um destacado locutor de anúncios em programas da CITY-TV.